# Tržnice Vítkovice
Vítkovická tržnice na ulici Jeremenkova čp. 1136/18 byla postavena v roce 1889 v rámci výstavby tzv. Nových Vítkovic za významné podpory Vítkovických železáren. Tržnice byla v roce 1988 zapsána do Ústředního seznamu kulturních památek České republiky a je součástí ochranného pásma kulturních památek Vítkovic.

## Historie
Předchůdkyní tržnice byla prodejna otevřeného typu postavená v roce 1876. V roce 1889 byla dostavěna nová tržnice podle plánů stavitele Hanse Ulricha v blízkosti správního a společenského centra a na kraji vítkovické dělnické kolonie (Štítová kolonie). Zaměstnanci Vítkovických železáren nakupovali za nižší ceny díky poukázkám. Sortiment zboží zahrnoval mimo potravin také domácí potřeby a drogistické zboží. Nabízeno bylo kakao, černá káva, ruské sardinky a jižní ovoce.
V roce 1994 byla zamítnuta žádost o zrušení statutu kulturní památky.

## Architektura
Tržnice je zděná přízemní stavba na půdorysu obdélníku. Je postavena z režného zdiva z červených pálených cihel. Stavba na okapové straně je členěna rizalitovými rámy se zubořezem a šesti slepými osami s kruhovými okny. Průčelí jsou ve středu vyvýšená, zakončená rovnou atikou, boční části průčelí mají rizalitové rámy se zubořezem a s jedním oknem s půlkruhovým záklenkem. Střední světlíková část má sedlovou střechu, boční části mají pultovou střechu.
Vnitřní převýšená střední část se světlíkem je nesena litinovými sloupy.